# Antonia Dering
Antonia Dering (* 1989 in München) ist eine deutsche Musikerin (Gesang, Kontrabass, Komposition).

## Wirken
Dering erhielt in jungen Jahren Klavier- und Gesangsunterricht; auch spielte sie in verschiedenen Schauspieljugendgruppen. Nach dem Abitur verbrachte sie ein halbes Jahr in Tansania, wo sie auf dem College of Art in Bagamoyo ostafrikanische Trommeln und Tanz studierte. Dann studierte sie Jazzgesang an der Hochschule für Musik und Theater München und absolvierte 2012 mit dem künstlerischen und pädagogischen Diplom. Seit 2013 studierte sie am Konservatorium Privatuniversität Wien Jazz-Kontrabass.
Gemeinsam mit Leonhard Kuhn und Julia Kellner spielte Dering seit 2013 im Jazz-Rock-Minimal-Trio Bartomuk, mit dem sie 2016 das Album Regenfernsehen vorlegte. Aktuell interpretiert sie mit ihrem Duo Ladybird, das 2017 das Album Wind unter den Flügeln  veröffentlichte, deutsche Chansons aus den 1930er und 1940er Jahren. 2014 tourte sie mit „Clowns ohne Grenzen“ durch Jordanien und Israel. Sie gründete die mittelformatige Avantgarde-Pop-Band SiEA, die sie leitet. Als Mezzosopranistin des Bamesreiter Schwartz Orchestra ist sie auf dessen Album Metamorphosis (Okeh Records 2017) zu hören. Zudem ist sie Sängerin und Bassistin in Verena Marisas avantgardistischer Band CLAENG, spielt im Duo Ladybird mit Sarah Mettenleiter und wirkt im Vienna Isthar Ensemble or The Lion Kings mit.
Am Südthüringer Staatstheater arbeitete sie als Theatermusikerin in den Produktionen „Prinz Friedrich von Homburg/ Draußen vor der Tür“ (Premiere 2015) und „Moskau–Petuschki“ (Premiere 2017). Für das Musiktheaterstück Esperantos der Klang des Meeres eines freien Ensembles komponierte sie die Musik und war sowohl als Musikerin wie auch als Schauspielerin Teil der Inszenierung, die 2015 in diversen Ostseehäfen gezeigt wurde. 

## Diskographische Hinweise
- SiEA (2019, mit  Patricia Römer, Kira Linn, Theresa Zaremba, Frida Beck, Jutta Keeß, Bettina Maier, Amélie Haidt, Julia Hornung, Linda-Philomène Tsoungui)
- SiEA: Ride (2022)